# Gertraud Salzmann

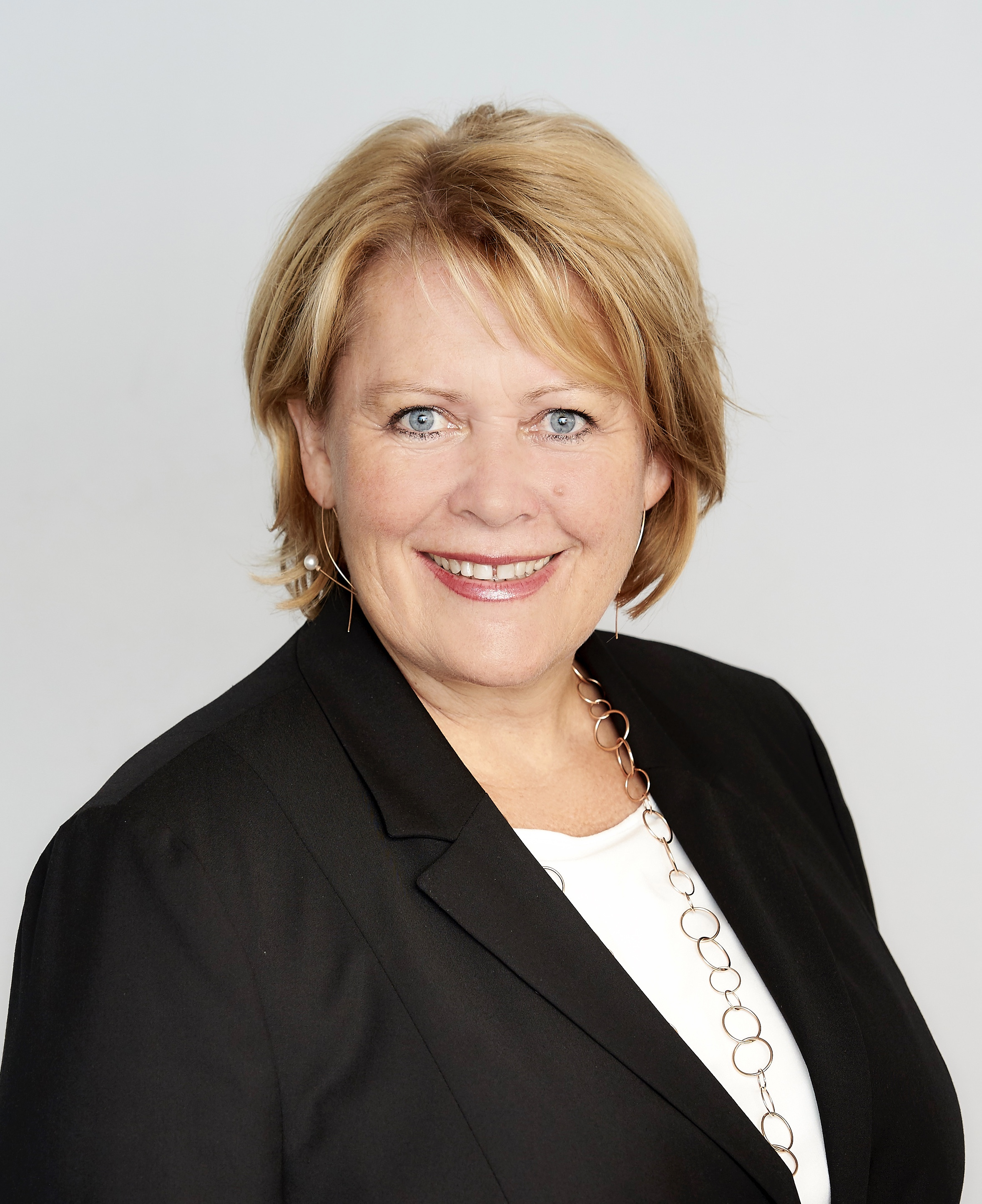
Gertraud Salzmann

Gertraud Salzmann (* 18. Juni 1964 in Saalfelden) ist eine österreichische Pädagogin, Juristin und Politikerin der Österreichischen Volkspartei (ÖVP). Vom 13. Juni 2018 bis zum 23. Oktober 2024 war sie Abgeordnete zum Österreichischen Nationalrat.

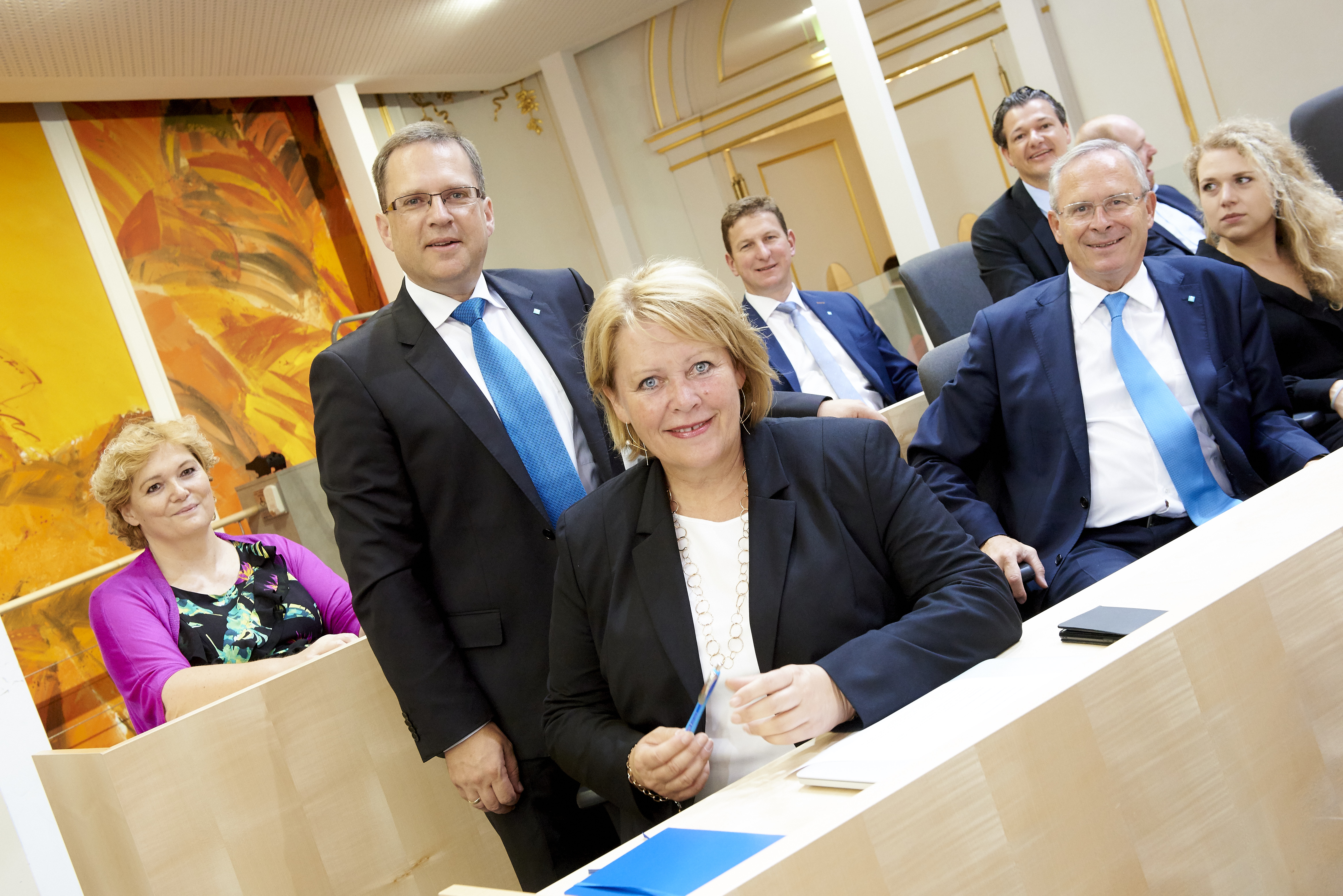
Mitglieder des ÖVP-Klubs

## Ausbildung
Gertraud Salzmann besuchte nach der Volks- und Hauptschule in Saalfelden die dortige Höhere Lehranstalt für wirtschaftliche Berufe. Anschließend begann sie 1983 an der Universität Salzburg ein Lehramtsstudium Religionspädagogik und ein Diplomstudium Fachtheologie. Beide Studien schloss sie 1989 als Magister Theologiae (Mag.) ab. Ein weiteres Lehramtsstudium (Geschichte und kombinierte Religionspädagogik) von 1993 bis 1996 schloss sie an der Universität Salzburg ebenfalls als Magistra ab.
Ein Studium der Rechtswissenschaften an der Universität Linz von 2009 bis 2013 beendete sie als Magister iuris. Schwerpunkte ihrer rechtswissenschaftlichen Forschungsarbeit waren dabei Verfassung und öffentliche Verwaltung, Grundrechte, Religionsrecht und Integrationsfragen.

## Beruf
Gertraud Salzmann ist Bildungsexpertin und als Juristin mit den Schwerpunkten Arbeitsrecht, Schulrecht und öffentlicher Dienst tätig und hat einen Lehrauftrag an der Pädagogischen Hochschule in Oberösterreich. Weiters ist sie Autorin und Referentin für bildungspolitische Themen, Arbeitsrecht und Schulrecht.
Bis 2021 übte sie Lehrtätigkeiten an verschiedenen allgemeinbildenden und berufsbildenden höheren Schulen aus. Ihre Unterrichtsfächer sind Recht, Wirtschaft und Recht, Geschichte und Politische Bildung, Religion. Sie hat die Zusatzqualifikationen Kursleiterin für die Unternehmerprüfung (Unternehmerführerschein) der Wirtschaftskammer Österreich (WKO), Betreuungslehrerin und staatlich geprüfte Administratorin, Hochschullehrgang Politische Bildung.
Gertraud Salzmann ist durch ihre jahrelange Praxis mit Schulmanagement und Schulverwaltung vertraut, war zudem Administratorin und 13 Jahre lang Vertrauenslehrerin (Beratung, Krisenintervention). Sie ist Vorsitzende der GÖD Salzburg, Mitglied der Bundesleitung und Landesleitung AHS und Mitglied im Fachausschuss Allgemeinbildende Höhere Schulen Salzburg. Ferner engagiert sie sich für die Schülervertretung sowie für die Salzburger Schulpartnerschaft.
Im Jahr 1997 gründete sie das Eltern-Kind-Zentrum Saalfelden, das sie konzipierte und sechs Jahre lang auch ehrenamtlich leitete. Seit 2021 ist sie ehrenamtliche Leiterin des Regionalausschusses Saalfelden für das Salzburger Hilfswerk (Gemeinden des unteren Saalachtales). 

## Politik
Gertraud Salzmann ist im Nationalrat vor allem für Bildungs- und Wissenschaftsfragen zuständig. Darüber hinaus ist ihr als Salzburgerin der Tourismus sowie die Vertretung der regionalen Interessen ein großes Anliegen.
Sie ist Mitglied des Bezirksparteivorstandes und Bildungsreferentin der ÖVP Zell am See, Gemeindeparteiobmann-Stellvertreterin der ÖVP Saalfelden und Mitglied im Landesvorstand des Österreichischen Arbeitnehmerinnen- und Arbeitnehmerbundes (ÖAAB) Salzburg.
Bei der Nationalratswahl in Österreich 2017 kandidierte sie auf der Bundesliste, im Landeswahlkreis Salzburg auf dem vierten Platz und im Regionalwahlkreis Lungau/Pinzgau/Pongau auf dem zehnten Platz. Außerdem kandidierte sie bei der Landtagswahl in Salzburg 2018 auf Platz vier der Landesliste sowie auf Platz zwei der Bezirksliste Pinzgau. Durch das Ausscheiden von Stefan Schnöll aus dem Nationalrat, der als Landesrat in die Landesregierung Haslauer jun. II wechselte, nahm Gertraud Salzmann ihr Mandat im Salzburger Landtag nicht an, sondern das frei werdende Mandat im Nationalrat. Ihren Sitz im Landtag übernahm Hannes Schernthaner, Bürgermeister von Fusch im Pinzgau. Am 13. Juni 2018 wurde sie als Abgeordnete zum Nationalrat angelobt.
Im Juni 2019 wurde sie zur Bundesvorsitzenden der ARGE Frauen im ÖAAB gewählt. Im Mai 2025 folgte ihr Romana Deckenbacher in dieser Funktion nach.

### Parlamentarische Aufgaben
Gertraud Salzmann ist Mitglied in folgenden parlamentarischen Ausschüssen:
- Unterrichtsausschuss (Obmannstellvertreterin)
- Wissenschaftsausschuss
- Tourismusausschuss[13] (Schriftführerin)
- Justizausschuss

Weiters ist sie Ersatzmitglied im
- Rechnungshofausschuss
- Ausschuss für Arbeit und Soziales
- Außenpolitischen Ausschuss
- Umweltausschuss

## Privates
Gertraud Salzmann lebt in Saalfelden. 